# Boris Bak
Boris Arkadjewicz Bak (ros. Борис Аркадьевич Бак, ur. w maju 1897 we wsi Wiercholeń w guberni irkuckiej, zm. 16 czerwca 1938 w Moskwie) – funkcjonariusz radzieckich służb specjalnych, komisarz bezpieczeństwa państwowego III rangi.

## Życiorys
Urodzony w rodzinie żydowskiej, od listopada 1916 do grudnia 1917 służył w rosyjskiej armii w Carycynie i Piotrogrodzie, w lutym 1917 wstąpił do SDPRR(b). Od stycznia do maja 1918 kierownik wydziału transportowego obwodowego komitetu wykonawczego w Irkucku, od maja 1918 do grudnia 1919 w Armii Czerwonej, od stycznia 1920 funkcjonariusz Czeki. Od stycznia do maja 1920 zastępca przewodniczącego powiatowej Czeki w Tomsku, od maja do grudnia 1920 zastępca przewodniczącego gubernialnej Czeki w Tomsku, od stycznia do października 1921 zastępca przewodniczącego gubernialnej Czeki w Irkucku, od listopada 1921 do lutego 1922 zastępca przewodniczącego omskiej gubernialnej Czeki i szef jej wydziału specjalnego. Od lutego do lipca 1922 zastępca szefa gubernialnego oddziału GPU w Omsku, od lutego 1922 do 26 stycznia 1923 zastępca szefa, a od 26 stycznia do 8 października 1923 szef gubernialnego oddziału GPU w Nowonikołajewsku (obecnie Nowosybirsk). Od 8 października 1923 do listopada 1927 zastępca pełnomocnego przedstawiciela OGPU Kraju Syberyjskiego, równocześnie od września 1925 do listopada 1927 szef nowosybirskiego okręgowego oddziału GPU, od 24 listopada 1927 do 1 lipca 1928 szef gubernialnego oddziału GPU w Samarze, od 24 listopada 1927 do 10 lipca 1934 szef Wydziału Specjalnego OGPU Nadwołżańskiego Okręgu Wojskowego, równocześnie od 27 czerwca 1928 do 10 lipca 1934 pełnomocny przedstawiciel OGPU obwodu/Kraju Środkowowołżańskiego. Od 15 lipca 1934 do 20 marca 1935 szef Zarządu NKWD Kraju Środkowowołżańskiego, od 20 marca 1935 do 14 marca 1937 I zastępca szefa Zarządu NKWD obwodu moskiewskiego, od 29 listopada 1935 komisarz bezpieczeństwa państwowego 3 rangi, od 14 marca do 13 sierpnia 1937 szef Zarządu NKWD obwodu północnego.
13 sierpnia 1937 aresztowany, 16 czerwca 1938 skazany na śmierć przez Komisję NKWD i Prokuratury ZSRR pod zarzutem udziału w kontrrewolucyjnej organizacji i rozstrzelany. 2 kwietnia 1957 pośmiertnie zrehabilitowany.

## Odznaczenia
- Order Czerwonego Sztandaru (20 grudnia 1932)
- Odznaka "Honorowy Funkcjonariusz Czeki/GPU (V)" (1922)
- Odznaka "Honorowy Funkcjonariusz Czeki/GPU (XV)" (26 maja 1933)
- Odznaka "Honorowy Funkcjonariusz Milicji" (16 grudnia 1933)